# Île Notre-Dame
Die Île Notre-Dame ist eine im Sankt-Lorenz-Strom gelegene künstliche Flussinsel in der kanadischen Provinz Québec. Sie entstand 1965 aus dem Aushub der Metro Montreal und war zwei Jahre später Teil des Ausstellungsgeländes der Expo 67. Zusammen mit der benachbarten Île Sainte-Hélène bildet sie den Parc Jean-Drapeau.

## Beschreibung

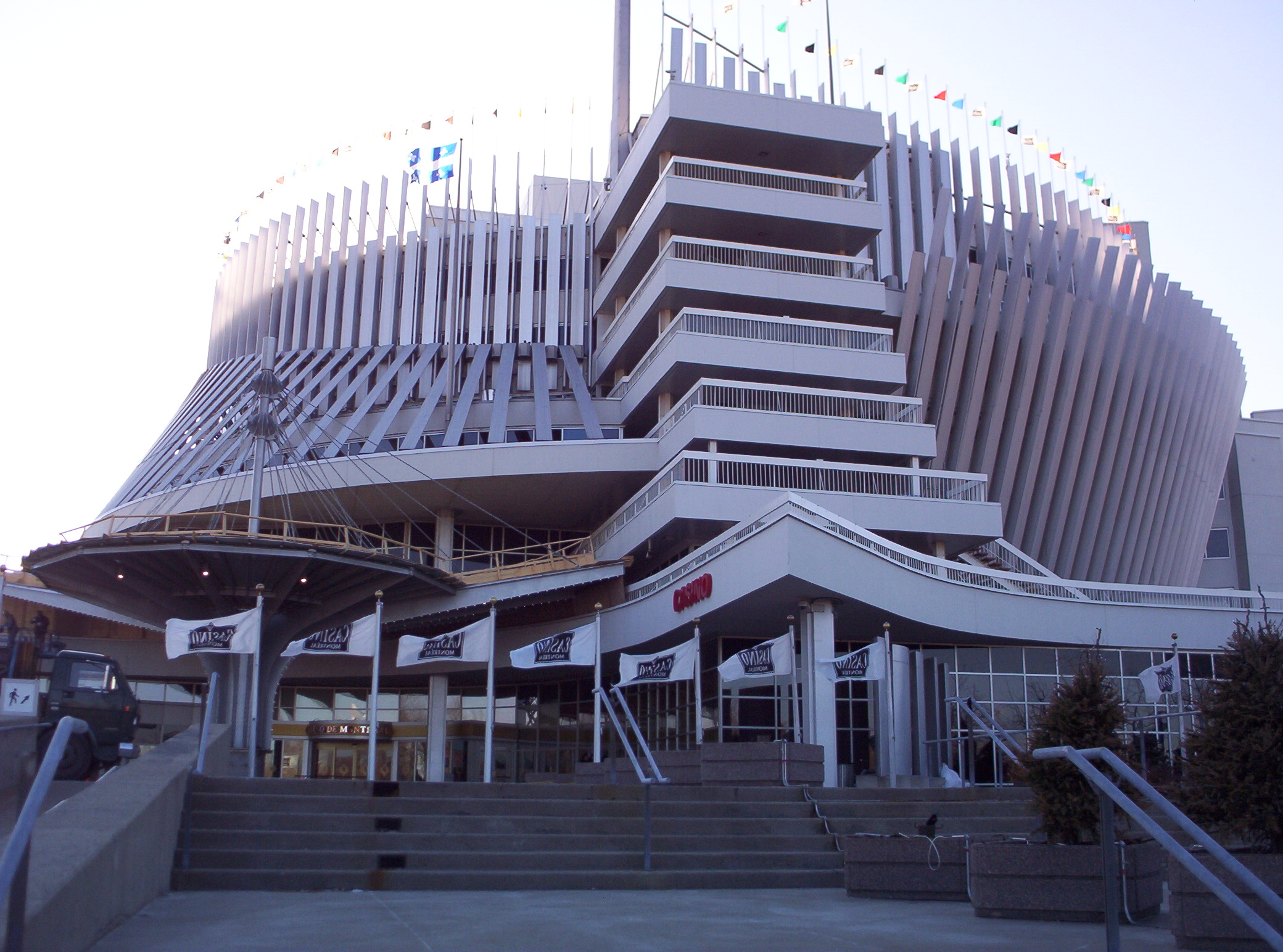
Casino de Montréal

Die zum Hochelaga-Archipel gehörende Insel ist rund sechs Kilometer lang und bis zu 600 Meter breit. Der Chenal Le Moyne, ein Seitenarm des Sankt-Lorenz-Stroms, trennt die Île Notre-Dame von der Île Sainte-Hélène; der Schifffahrtskanal des Sankt-Lorenz-Seewegs bildet die Begrenzung zum benachbarten Longueuil. Der Name der Insel erinnert an die Société Notre-Dame de Montréal, unter deren Leitung das Fort Ville-Marie entstand, aus der sich die Stadt Montreal entwickelte.
1963 erhielt die Stadt den Zuschlag zur Austragung der Weltausstellung Expo 67 und bestimmte die Île Sainte-Hélène als Zentrum des Ausstellungsgeländes. Um noch mehr Platz für die zahlreichen Bauwerke und Pavillons zu schaffen, schüttete man das Aushubmaterial – mehrere Millionen Tonnen Gestein und Erdreich – der damals im Bau befindlichen Metro im Sankt-Lorenz-Strom auf. Das Gebiet war zuvor ein Watt gewesen.
1975 wichen die meisten Gebäude auf der Insel der Regattastrecke für die Ruder- und Kanuwettbewerbe der Olympischen Sommerspiele 1976. Im Jahr 1980 war die Insel Schauplatz der Gartenbauausstellung Floralies. Die Pavillons von Frankreich, Québec, Jamaika, Kanada und Tunesien blieben erhalten. Der französische Pavillon beherbergt heute das Casino de Montréal, das größte Kasino Kanadas. Auf der Insel befindet sich der Circuit Gilles-Villeneuve, eine Automobilrennstrecke, auf der seit 1978 der Große Preis von Kanada der Formel 1 durchgeführt wird.
Erreichbar ist die Île Notre-Dame über die Brücken Pont Jacques-Cartier, Pont Victoria und Pont des Îles.